# 四書改錯
《四書改錯》，毛奇龄之书，全书22卷，分32個部门。毛奇龄其人乃清初著名经学家、文学家，其学识渊博，在经、史、文、诗、词、音韵、书法等各方面均成就显著。毛奇龄身历明清易代，生平坎坷，经历传奇，宏学长寿，著作颇丰，在经学史上地位十分重要；更因性格奇崛，恃才傲物，好为不羁之言而备受争议，世人褒贬不一。
毛奇齡反對朱熹的理學，毛的作品如《大学问》、《中庸说》、《论语稽求篇》、《四书剩言》、《婚礼辨正》、《周礼问》等三十六部旧著中有大量批評《四书章句集注》的文章，後由其弟子收集成書。《四书改错》前身为《四书正事扩略》（七卷附录一卷），乃是毛奇龄之子及门生辑录其经集讲录中涉及到四书的内容编订而成，體例先列四书原文，下附朱注，次载毛说。毛奇龄以耄耋之龄对《正事》加以增损补订，分三十二门部，计四百五十一条，合二十二卷（二十一卷附录一卷），成《四书改错》之书。書中首句便說“四書無一不錯……然且日读四书，日读四书注，而就其注文以作八比，又无一不错，……真所谓聚九州四海之铁，铸不成此错矣”，所谓“改错”，就是改正朱子《四书章句集注》的错误，該書羅列朱熹《四書》註釋的錯誤達451條。
康熙五十一年（1712年），爆發戴名世案，緊接著康熙将朱熹升配十哲之列。毛奇龄聞知大驚失色，遂將已雕成的《四书改错》书板用斧劈毁。然而《四书改错》亦已“洋印遍行天下”。光绪二十年甲午六月十六（1894年7月18日），清廷连发两道上谕，严禁出售《四书改错》一书，重申各级教官和所有学校，“较阅文艺，自当恪遵功令，一律以朱注为宗，不得录取异说，致乖文体，用副朝廷崇尚正学至意。”

## 外部連結
- 《四書改錯》（页面存档备份，存于） - 中國哲學書電子化計劃